# Caroni (nizina)
Nizina Caroni je nizinsko područje na otoku Trinidad, u Republici Trinidad i Tobago, između Sjevernog gorja i Središnjeg gorja. Nizinska područja južno od Središnjeg lanca su nizina Naparima na zapadu i nizina Nariva na istoku. Nizinska područja su ili ravna ili se sastoje od blago valovitih brežuljaka. Rijeka Caroni duga 40 km teče prema zapadu kroz ravnicu Caroni i ulijeva se u močvaru Caroni na obali zaljeva Paria. Nizina Caroni bila je glavna regija za proizvodnju šećera i kakaovca u 18. i 19. stoljeću te u prvoj polovici 20. stoljeća.